# Кінгс-коледж
Кінгс-коледж, Королівський коледж у м. Лондоні (англ. King's College London) — британський коледж, заснований 1829 року за указом короля Георга IV. Це один з двох коледжів, що 1836 року утворили Лондонський університет. Королівський коледж претендує на звання третього найстарішого університету Англії після Оксфордського та Кембриджського університетів. Визнаний як один з провідних університетів світу як в галузі освіти, так і в науковій діяльності, так, в рейтингу найкращих університетів світу газети Times 2011 року Кінгс-коледж посів 7-ме місце серед європейських вишів і 27-ме у світі. Монська бібліотека, заснована 1602 року, є бібліотекою коледжу з фондами понад 750 000 одиниць зберігання.

## Відомі випускники
- Джон Кітс — англійський поет.
- Томас Гарді — англійський романіст, новеліст та поет.
- Ніколай Младенов — болгарський політик
- Овен Вільямс Річардсон — англійський фізик, лауреат Нобелівської премії з фізики за 1928 р.
- Пітер Хіггс — англійський фізик-теоретик
- Глафкос Клірідіс — президент Кіпру.

## Відомі співробітники
- Лоуренс Девід Фрідман

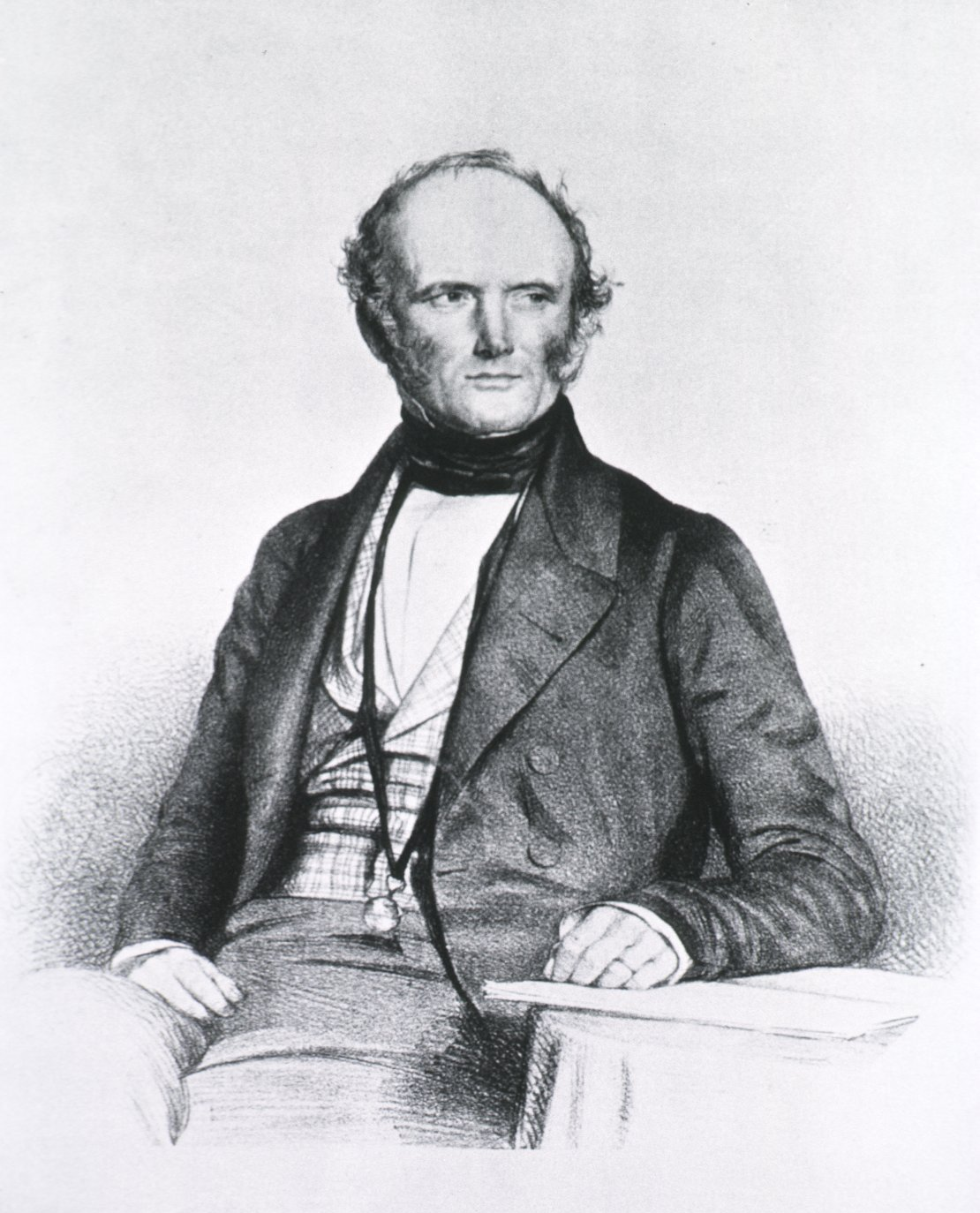
Чарльз Лаєлл
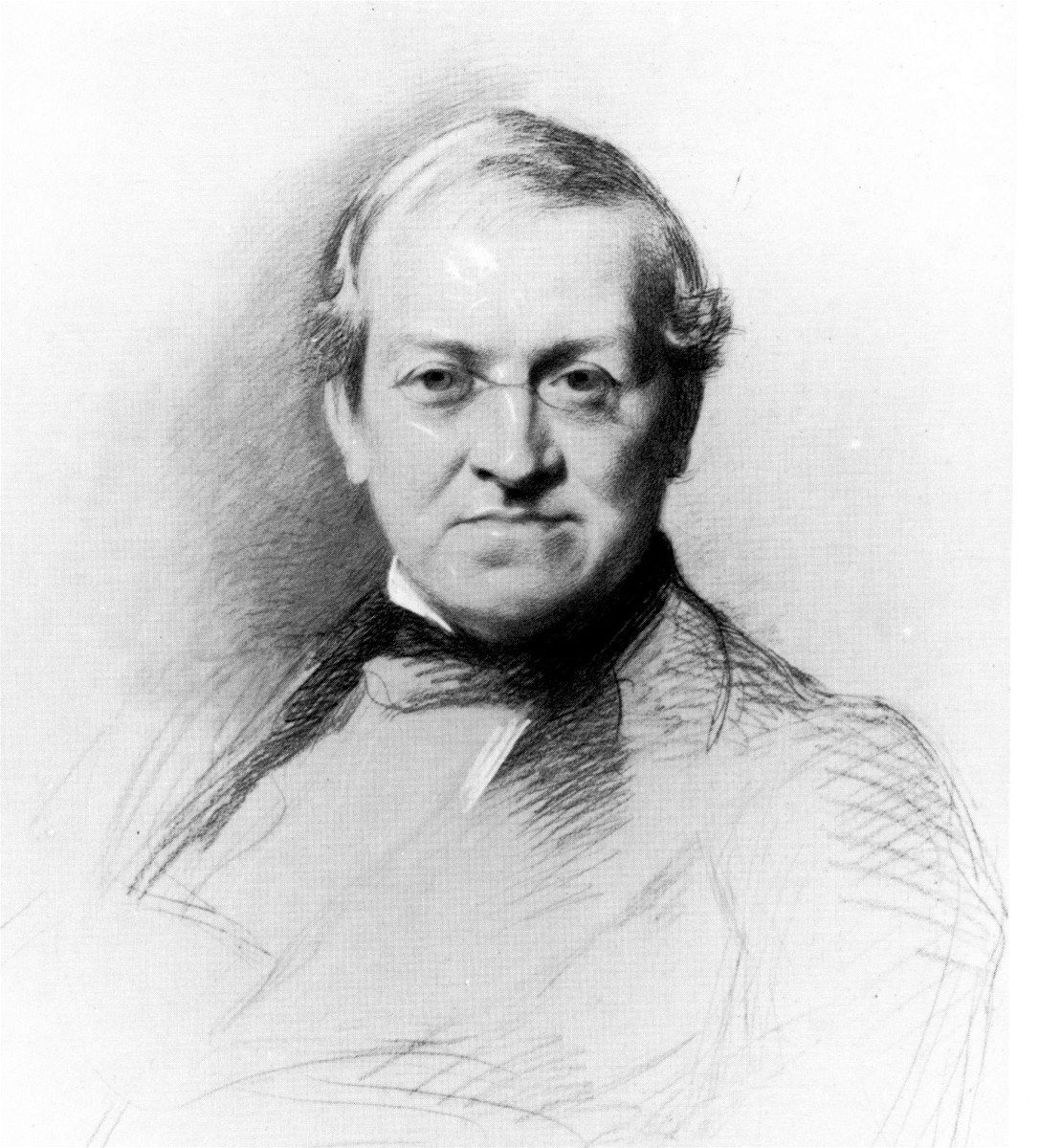
Чарльз Вітстон
Джеймс Клерк Максвелл
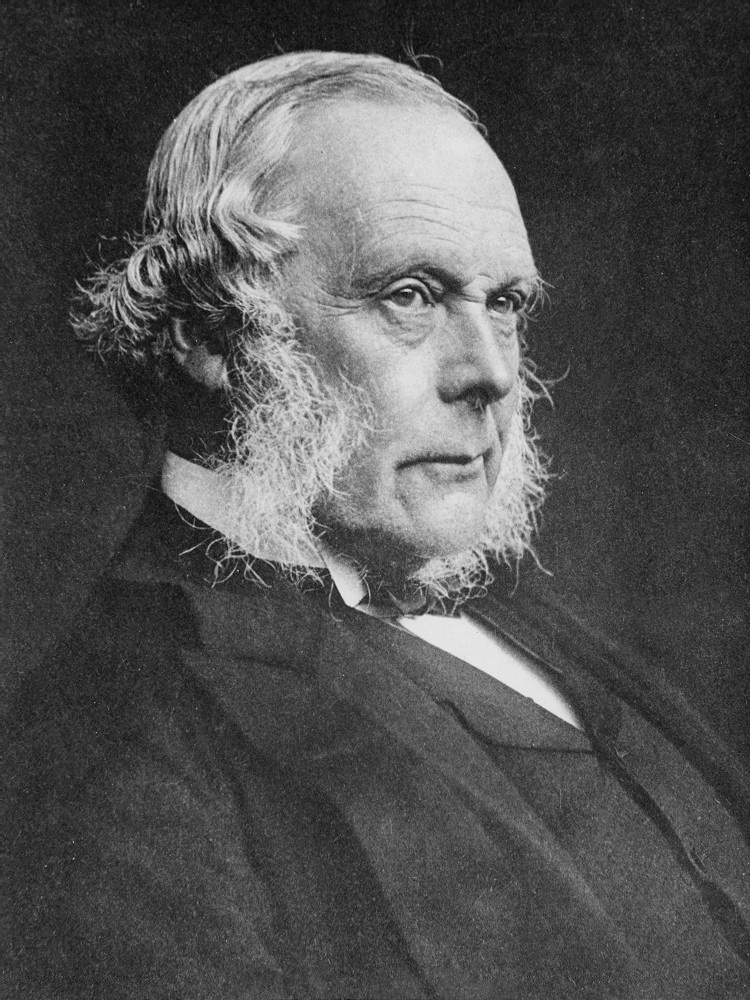
Джозеф Лістер
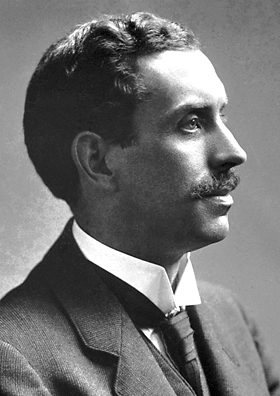
Чарльз Гловер Баркла
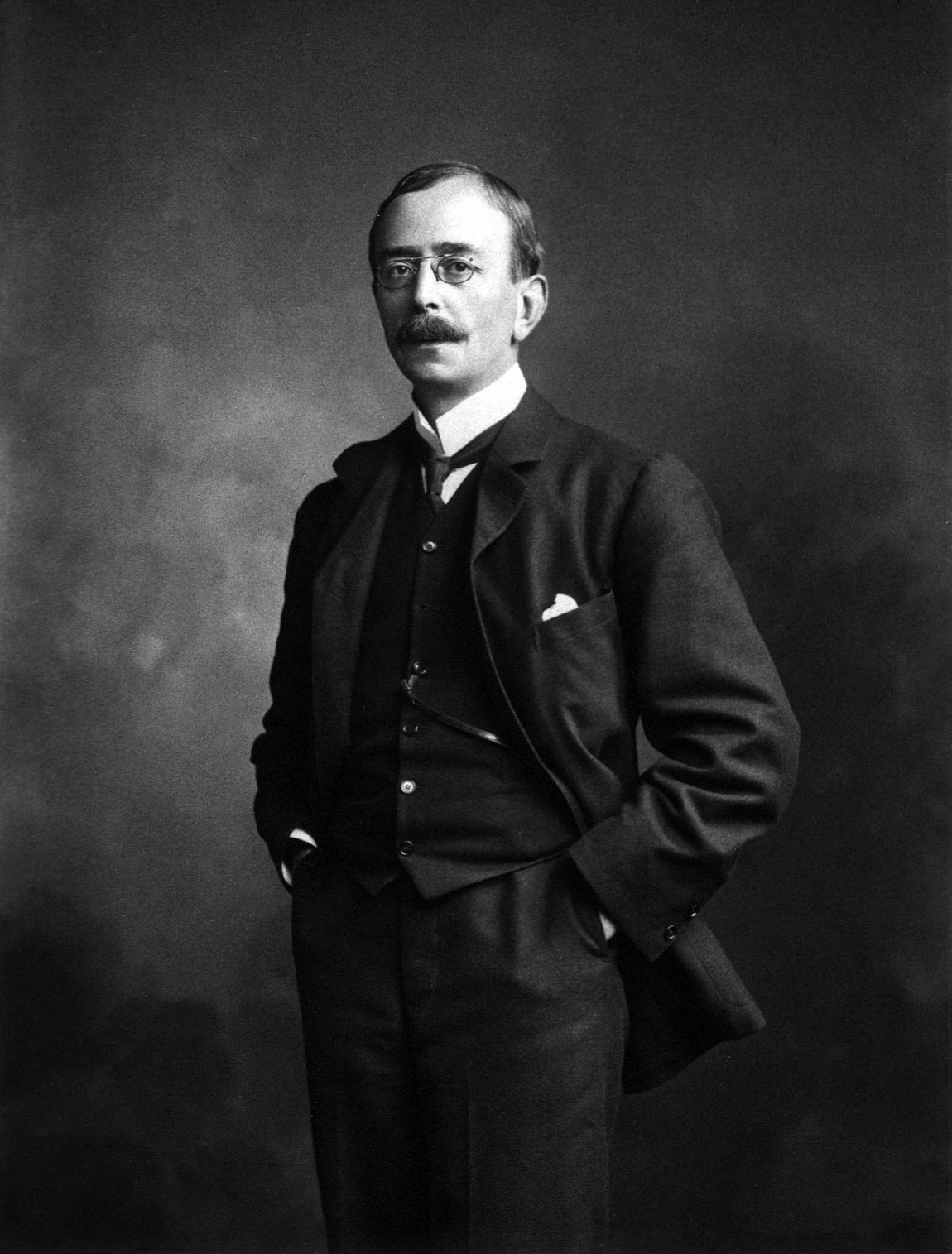
Чарлз Скотт Шеррінгтон
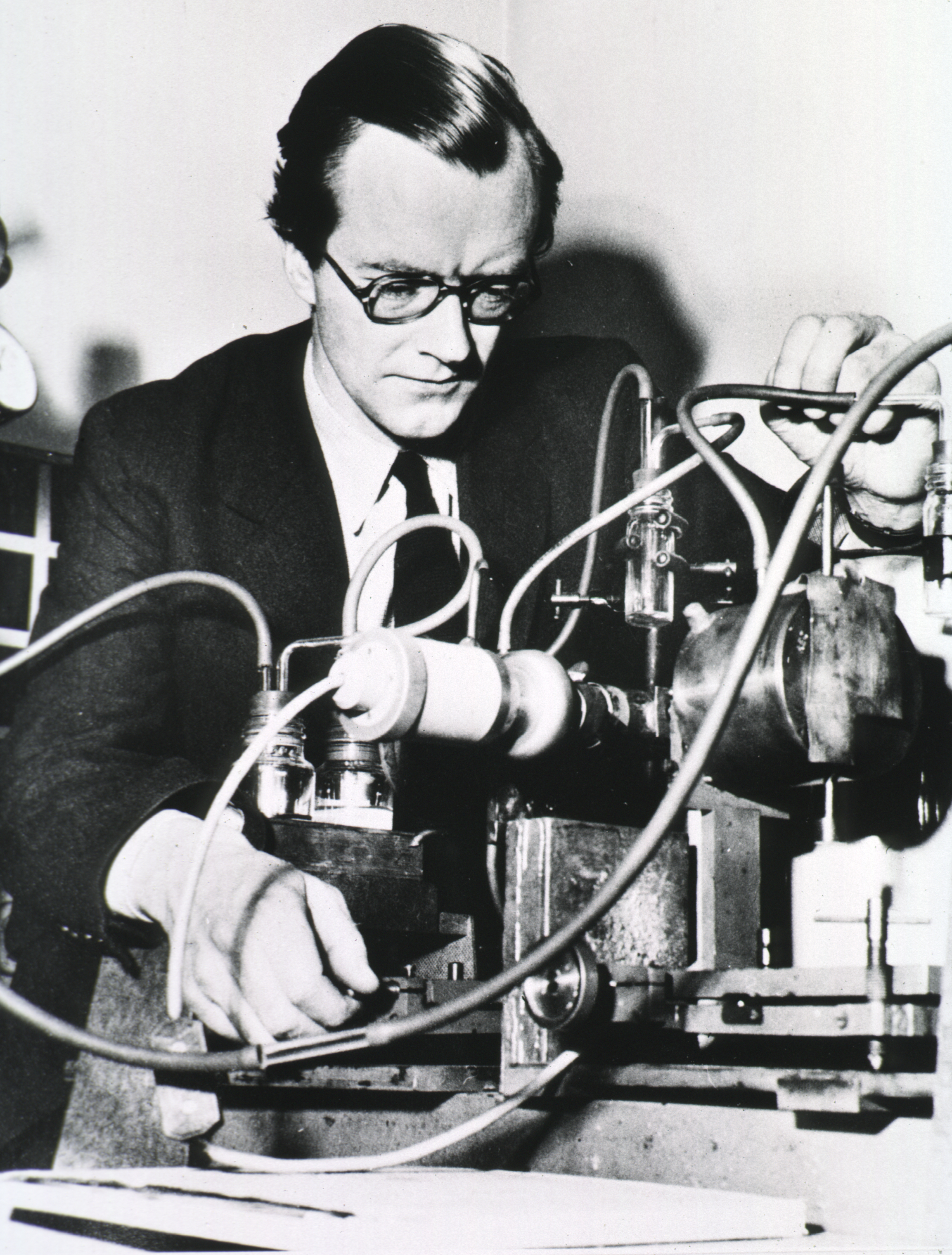
Моріс Вілкінс
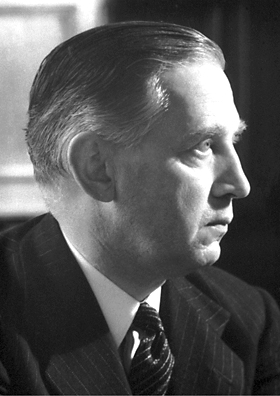
Едвард Віктор Епплтон
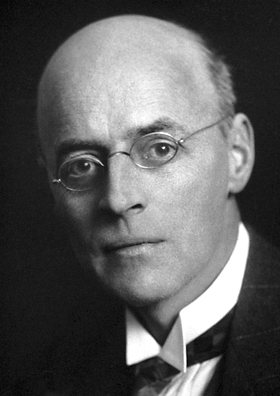
Едвард Віктор Епплтон
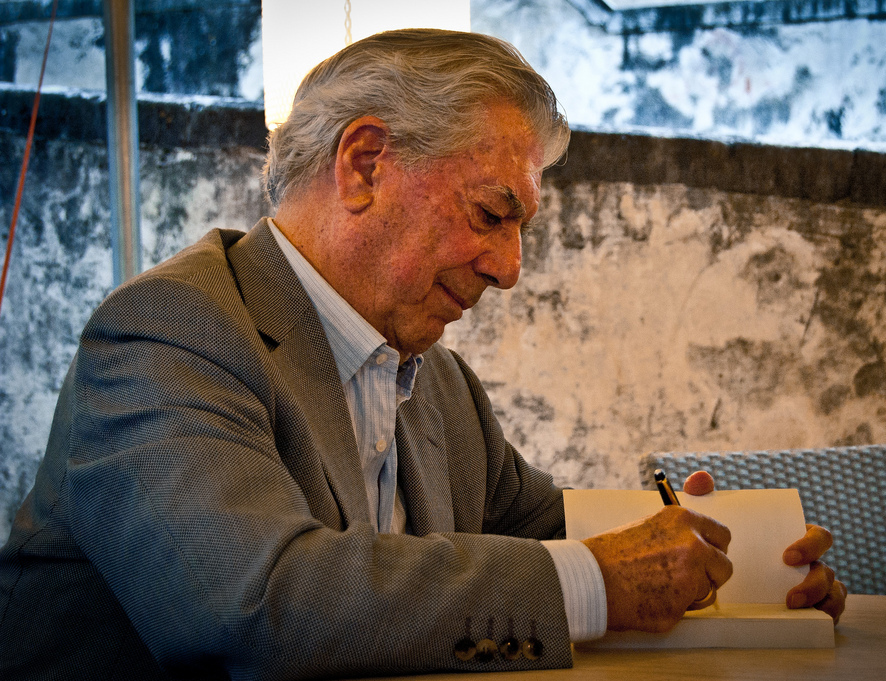
Маріо Варгас Льйоса
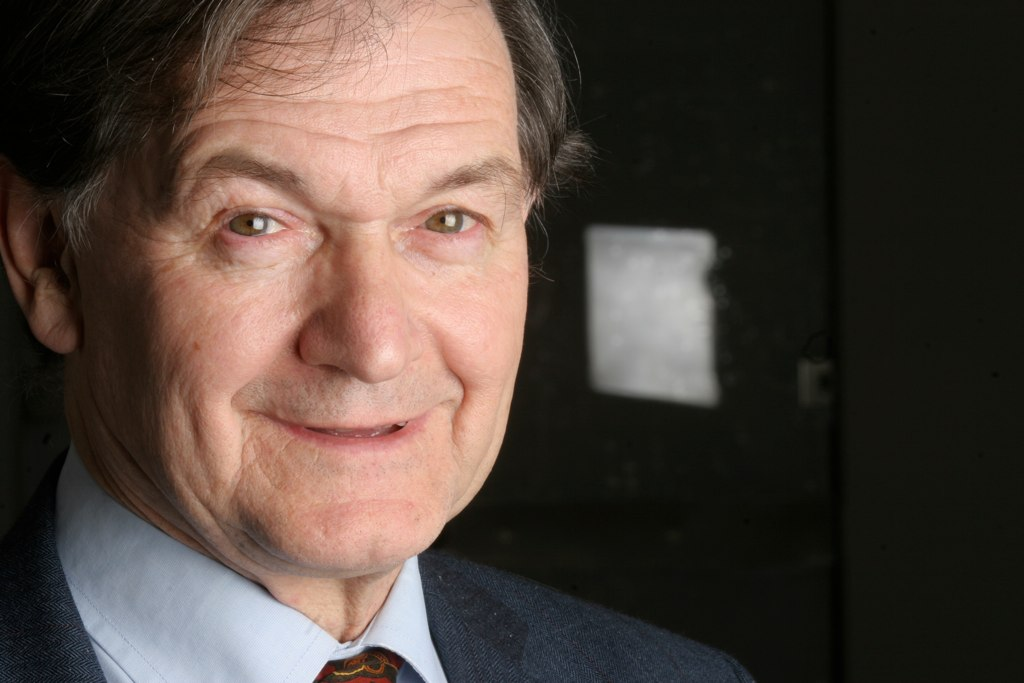
Роджер Пенроуз
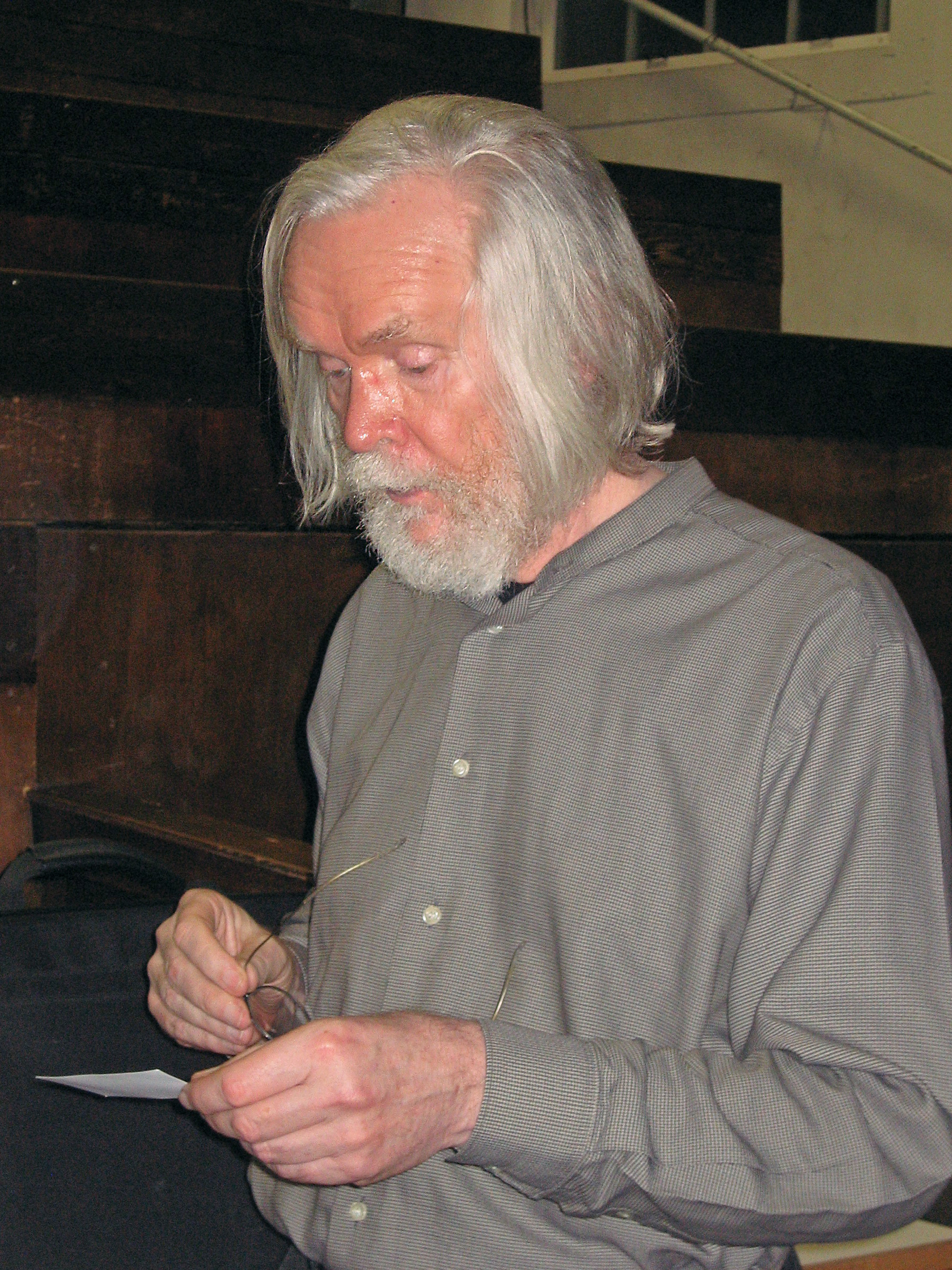
Джон Елліс